# Entoto
La muntanya d'Entoto està situada al nord de la ciutat d'Addis Abeba, Etiòpia. Té una alçada d'uns 3.200 m aproximadament.
Entoto fou el lloc escollit per l'emperador Menelik II a finals del segle xix per fundar el que seria la capital d'Etiòpia: Addis Abeba.
La població es divideix en dos grans grups de locals i immigrants. Els locals, nascuts en aquesta àrea, viuen en construccions de tipus tradicional etíop, fetes de branques d'arbre per a formar l'estructura de la casa i amb les parets folrades d'excrement animal. Les teulades tenen forma de caputxa. Com més a prop de la part baixa estan situades les construccions, més juntes estan, i més materials industrials o deixalles incorporen, com ara el fibrociment (uralita) o l'alumini per a formar el capell de la casa, en aquest cas, pla, sense seguir l'estil tradicional.
El segon grup de residents, està format per un flux constant de persones malaltes, que pugen al cim, cercant la font i torrent que reben el nom popular d'Aigua Beneïda, que ells creuen té poders curatius. Aquest grup no té cap mena de residència fixa, i viuen de la caritat. Aquestes persones solen romandre prop de la carretera fins que moren i són recollits pel departament de municipalitat (traducció de la paraula municipality, d'origen anglès i que és la usada pels etíops en el seu propi idioma).
L'emperador Menelik II va manar construir-hi un palau i va fer sembrar arbres d'eucaliptus per tota la zona, que és el que li dona un aire i aroma tan característics, a part de ser actualment, la major font d'ingressos pels treballadors habitants de la zona, dones i mules en la seva gran majoria, que es dediquen a arreplegar, carregar, i davallar grans quantitats de fulles d'eucaliptus damunt les seves esquenes.
Entoto té dos monestirs situats al cim de la muntanya. Un d'ells, d'estructura octogonal, té una mena de petit oratori construït dins la mateixa pedra viva. Dins el monestir s'hi troben murals diversos, icones típiques etíops, i llocs d'ús estrictament religiós.
La segona església, més apartada de la carretera és Saint Mary's que amb tota l'àrea del voltant és també coneguda amb el nom d'Aigua Beneïda, i és objecte d'adoració i peregrinació.
La muntanya d'Entoto i la seva carretera són el lloc predilecte per a entrenar-se de l'atleta més venerat a Etiòpia: Haile Gebrselassie.